# Esmaeil Farhadi
Esmaeil Farhadi (tiếng Ba Tư: اسماعیل فرهادی, sinh ngày 26 tháng 7 năm 1982, Iran) là một cầu thủ bóng đá người Iran hiện tại thi đấu cho Gostaresh Foulad ở Persian Gulf Pro League.

## Sự nghiệp câu lạc bộ
Farhadi thi đấu cho Zob Ahan ở Vòng bảng AFC Champions League 2010.

### Thống kê sự nghiệp câu lạc bộ
Tính đến 26 tháng 12 năm 2017
| Thành tích câu lạc bộ | Thành tích câu lạc bộ | Thành tích câu lạc bộ | Giải vô địch | Giải vô địch | Cúp       | Cúp       | Châu lục | Châu lục  | Tổng cộng | Tổng cộng |
| Mùa giải              | Câu lạc bộ            | Giải vô địch          | Số trận      | Bàn thắng    | Số trận   | Bàn thắng | Số trận  | Bàn thắng | Số trận   | Bàn thắng |
| Iran                  | Iran                  | Iran                  | Giải vô địch | Giải vô địch | Cúp Hazfi | Cúp Hazfi | Châu Á   | Châu Á    | Tổng cộng | Tổng cộng |
| --------------------- | --------------------- | --------------------- | ------------ | ------------ | --------- | --------- | -------- | --------- | --------- | --------- |
| 2005–06               | Zob Ahan              | Pro League            | 18           | 7            | 0         | 0         | -        | -         | 18        | 7         |
| 2006–07               | Zob Ahan              | Pro League            | 24           | 2            | 0         | 0         | -        | -         | 24        | 2         |
| 2007–08               | Zob Ahan              | Pro League            | 33           | 9            | 0         | 0         | -        | -         | 33        | 9         |
| 2008–09               | Zob Ahan              | Pro League            | 32           | 8            | 0         | 0         | -        | -         | 32        | 8         |
| 2009–10               | Zob Ahan              | Pro League            | 33           | 6            | 0         | 0         | 12       | 1         | 33        | 6         |
| 2010–11               | Zob Ahan              | Pro League            | 33           | 1            | 1         | 0         | 8        | 1         | 42        | 2         |
| 2011–12               | Zob Ahan              | Pro League            | 31           | 1            | 0         | 0         | 1        | 0         | 31        | 1         |
| 2012–13               | Zob Ahan              | Pro League            | 33           | 7            | 2         | 1         | -        | -         | 19        | 5         |
| 2013–14               | Zob Ahan              | Pro League            | 24           | 2            | 2         | 0         | -        | -         | 26        | 2         |
| 2014–15               | Zob Ahan              | Pro League            | 19           | 1            | 2         | 0         | -        | -         | 21        | 1         |
| 2015-16               | Giti Pasand           | Azadegan League       | 18           | 3            | 0         | 0         | -        | -         | 18        | 3         |
| 2016-17               | Oxin Alborz           | Azadegan League       | 23           | 3            | 1         | 0         | -        | -         | 24        | 3         |
| 2017-18               | Gostaresh Foulad      | Pro League            | 19           | 1            | 2         | 0         | -        | -         | 21        | 1         |
| Tổng cộng sự nghiệp   | Tổng cộng sự nghiệp   | Tổng cộng sự nghiệp   | 305          | 47           | 8         | 1         | 21       | 2         | 329       | 50        |

- Kiến tạo

| Mùa giải | Đội bóng | Kiến tạo |
| -------- | -------- | -------- |
| 07–08    | Zob Ahan | 3        |
| 08–09    | Zob Ahan | 9        |
| 09–10    | Zob Ahan | 6        |
| 10–11    | Zob Ahan | 4        |
| 11-12    | Zob Ahan | 0        |

## Danh hiệu

### Câu lạc bộ
Zob Ahan
- Cúp Hazfi (2): 2008–09, 2014–15
- Á quân Iran Pro League: 2008–09, 2009–10
- AFC Champions League Á quân: 2010

### Cá nhân
- Iran's Premier Football League
  - 2008/09 Top Goalassistant với 9 pha kiến tạo, cùng với Mohammad Reza Khalatbari và Ivan Petrović, Zob Ahan